# Chentouf
Chentouf è un comune dell'Algeria, situato nella provincia di ʿAyn Temūshent.